# Subarnapur
Subarnapur es una ciudad y municipio situada en el distrito de Subarnapur en el estado de Odisha (India). Su población es de 20770 habitantes (2011). Se encuentra en la confluencia de los ríos Mahanadi y Tel,  a 235 km de Bhubaneswar. Es el centro administrativo del distrito.

## Demografía
Según el censo de 2011 la población de Subarnapur era de 20770 habitantes, de los cuales 10709 eran hombres y 10061 eran mujeres. Subarnapur tiene una tasa media de alfabetización del 88,49%, superior a la media estatal del 72,87: la alfabetización masculina es del 94%, y la alfabetización femenina del 82,63%.